# 1924년 하계 올림픽 다이빙
제8회 하계 올림픽 다이빙 경기는 1924년 7월 14일부터 20일까지 프랑스 파리에서 열렸다.

## 참고 문헌
- “1924년 하계 올림픽 다이빙 경기 결과”. 국제 올림픽 위원회. (영어)
- “1924년 하계 올림픽 다이빙”. sports-reference.com. 2009년 10월 12일에 원본 문서에서 보존된 문서. 2014년 3월 20일에 확인함. (영어)

| 올림픽 다이빙   |                                     |                 |
| 이전 대회       | 1924년 하계 올림픽 다이빙 파리 1924 | 다음 대회       |
| 안트베르펜 1920 | 1924년 하계 올림픽 다이빙 파리 1924 | 암스테르담 1928 |